# Amirat
Amirat est une commune française située dans le département des Alpes-Maritimes, en région Provence-Alpes-Côte d'Azur.

## Géographie

### Localisation
Amirat est un village du haut-pays grassois situé dans le centre-ouest du département des Alpes-Maritimes à la lisière des Alpes-de-Haute-Provence, à 27 km au nord de Grasse et 9 km au sud de Puget-Théniers.

### Géologie et relief
La commune se compose de 27,31 hectares de territoires agricoles (2,11 %) et 1 269,36 hectares de forêts et milieux semi-naturels (97,87 %).

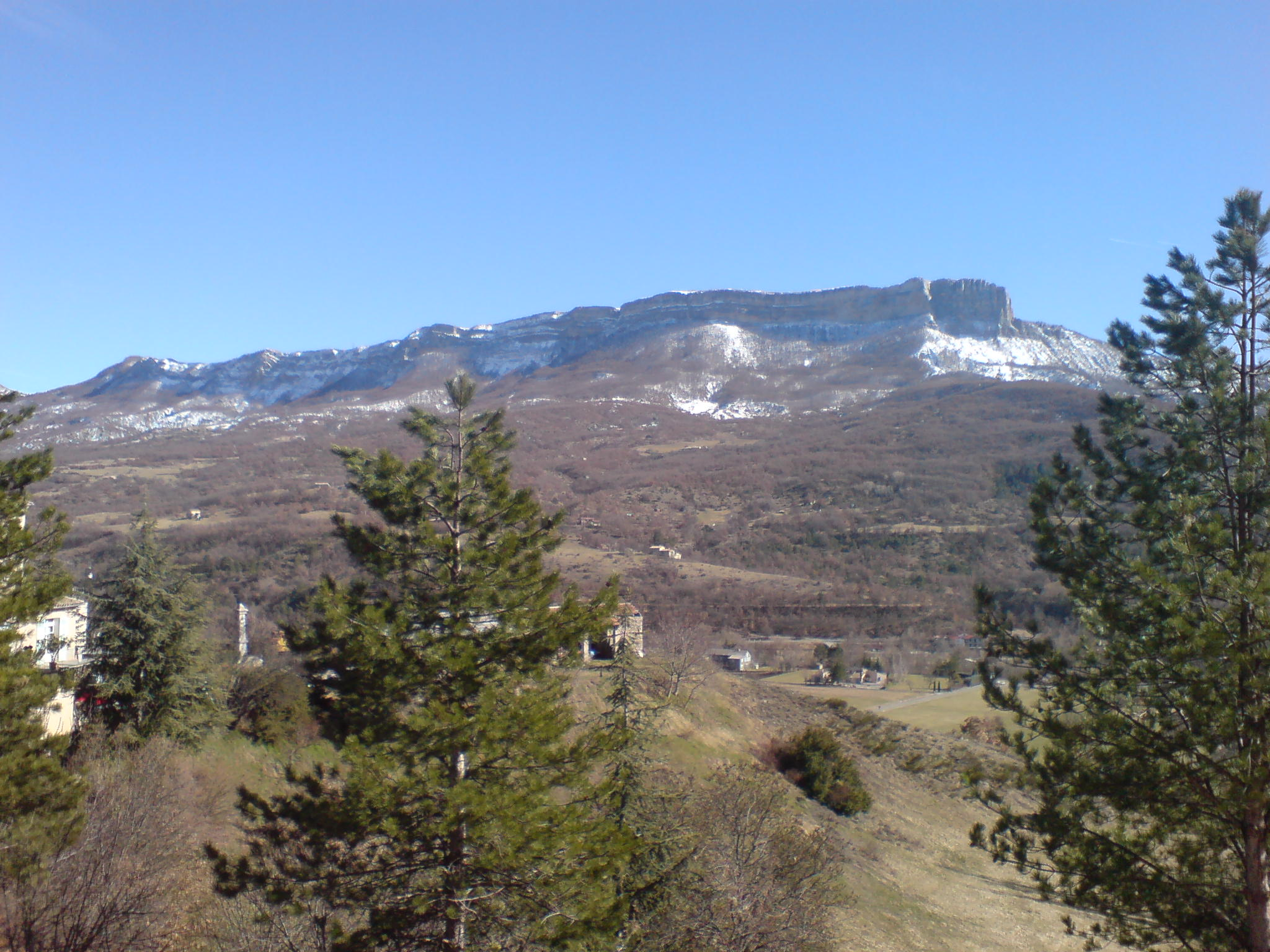
Rochers Notre-Dame, vus de Castellet-Saint-Cassien (situés sur la commune d'Amirat)[3].

Ce petit village, situé sur un territoire montagneux (Rochers Notre-Dame, Chadastier, col du Buis, col du Trébuchet...), avec vue dominante sur la vallée du haut Estéron, se compose de trois quartiers :
- Les Agots, avec une belle maison dite le château, l'église paroissiale Sainte-Anne et le gîte d'étape[7] ;
- Amirat village, avec la mairie et la chapelle Notre-Dame ; de sa belle place vous aurez une vue panoramique sur la vallée ;
- Maupoil, avec la chapelle de Saint-Jeannet (du XVIe siècle)[8].

### Sismicité
Commune située en zone de sismicité aléa moyen,.

### Hydrographie et Eaux souterraines
Cours d'eau sur la commune ou à son aval :
- ravins de la pinée, de fontanil, de l'ubac, de la pinée,
- vallons du pestré, du castellet, de praconi, des groussières, de la route, de la cressonnière, de l'ubac,
- le riou.

### Climat
Pour des articles plus généraux, voir Climat de Provence-Alpes-Côte d'Azur et Climat des Alpes-Maritimes.
En 2010, le climat de la commune est de type climat méditerranéen altéré, selon une étude du Centre national de la recherche scientifique s'appuyant sur une série de données couvrant la période 1971-2000. En 2020, Météo-France publie une typologie des climats de la France métropolitaine dans laquelle la commune est dans une zone de transition entre le climat de montagne et le climat méditerranéen et se situe dans la région climatique Var, Alpes-Maritimes, caractérisée par une pluviométrie abondante en automne et en hiver (250 à 300 mm en automne), un très bon ensoleillement en été (fraction d’insolation > 75 %), un hiver doux (8 °C) et peu de brouillards.
Pour la période 1971-2000, la température annuelle moyenne est de 11,3 °C, avec une amplitude thermique annuelle de 15,9 °C. Le cumul annuel moyen de précipitations est de 1 090 mm, avec 6,3 jours de précipitations en janvier et 4,8 jours en juillet. Pour la période 1991-2020, la température moyenne annuelle observée sur la station météorologique de Météo-France la plus proche, « Le Mas », sur la commune du Mas à 6 km à vol d'oiseau, est de 9,1 °C et le cumul annuel moyen de précipitations est de 1 236,8 mm. 
La température maximale relevée sur cette station est de 32,5 °C, atteinte le 28 juin 2019 ; la température minimale est de −13,5 °C, atteinte le 14 février 2009,,.
Les paramètres climatiques de la commune ont été estimés pour le milieu du siècle (2041-2070) selon différents scénarios d'émission de gaz à effet de serre à partir des nouvelles projections climatiques de référence DRIAS-2020. Ils sont consultables sur un site dédié publié par Météo-France en novembre 2022.

### Voies de communication et transports

#### Voies routières
Le village est accessible via la rotonde 2211 (D2211 A).

#### Transports en commun
- Transport en Provence-Alpes-Côte d'Azur

La ligne numéro 420 du réseau Sillages (Sallagriffon - Saint-Auban) dessert la commune du lundi au samedi à la demande.

## Intercommunalité
Commune membre de la Communauté d'agglomération du Pays de Grasse.

## Urbanisme

### Typologie
Au 1er janvier 2024, Amirat est catégorisée commune rurale à habitat très dispersé, selon la nouvelle grille communale de densité à 7 niveaux définie par l'Insee en 2022. 
Elle est située hors unité urbaine. Par ailleurs, Amirat fait partie de l'aire d'attraction de Nice, dont elle est une commune de la couronne,. Cette aire, qui regroupe 100 communes, est catégorisée dans les aires de 200 000 à moins de 700 000 habitants,.

### Occupation des sols
La commune dispose d'une carte communale.
L'occupation des sols de la commune, telle qu'elle ressort de la base de données européenne d’occupation biophysique des sols Corine Land Cover (CLC), est marquée par l'importance des forêts et milieux semi-naturels (97,9 % en 2018), une proportion identique à celle de 1990 (97,9 %). La répartition détaillée en 2018 est la suivante : 
forêts (88,3 %), milieux à végétation arbustive et/ou herbacée (9,6 %), zones agricoles hétérogènes (2,1 %).
L'évolution de l’occupation des sols de la commune et de ses infrastructures peut être observée sur les différentes représentations cartographiques du territoire : la carte de Cassini (XVIIIe siècle), la carte d'état-major (1820-1866) et les cartes ou photos aériennes de l'IGN pour la période actuelle (1950 à aujourd'hui).

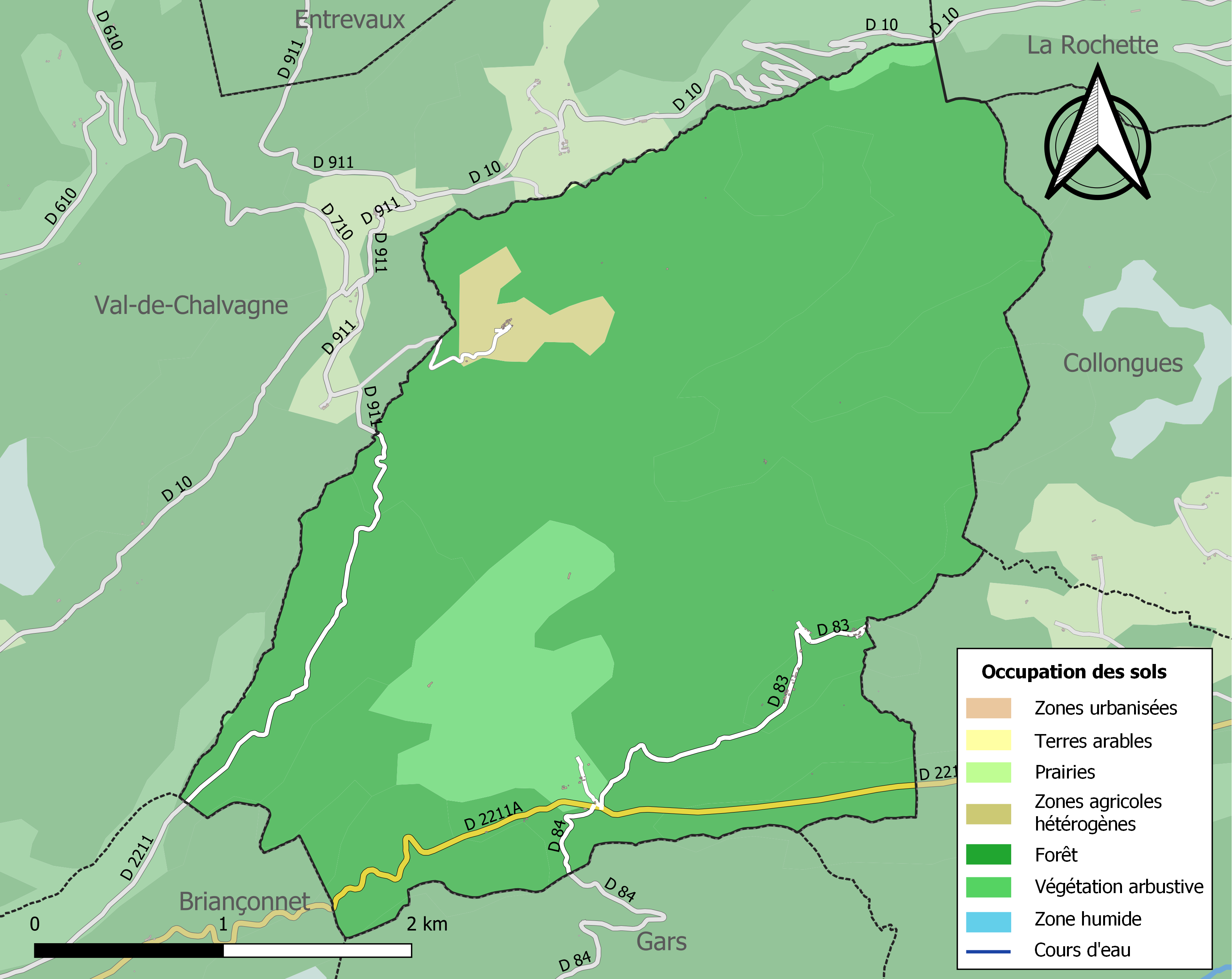
Carte de l'occupation des sols de la commune en 2018 (CLC).

## Toponymie
Le nom de la localité est attesté sous les formes Amirati en 1125, Willelmi de Amirad en 1126 dans le cartulaire de l'abbaye de Lérins ; castrum de Anmirat en 1204.
De l'occitan Amiradou (« belvédère, (poste de guet) »). Ce toponyme rappelle que ce village avait quelque chose d'admirable avec des Admiror, Admirantus qui rappellent cette hypothèse.
L'ancien village, installé sur les pentes méridionales des Rochers de Notre-Dame, avait certainement par sa situation, quelque chose d'admirable.

## Histoire
Amiratum est cité en 1043,. Le comte Aldebert, sa femme et leurs enfants donnent l'église Saint-Cassien, église initiale d'Amirat et aujourd'hui au Castellet-Saint-Cassien, située sous le castrum d'Amirat, et tout ce qui en dépendait, à l'abbaye Saint-Victor de Marseille. Amirat est au XIe siècle un habitat fortifié. Le village est alors situé sur les roches de Notre-Dame et sur la pente méridionale.
Au XIIe siècle, le seigneur d'Amirat est aussi seigneur de Thorenc.
Amirat dépendait de la viguerie de Grasse.
Le village d'Admirato est cité au XIIIe siècle et au début du XIVe siècle. L'église est citée en 1376. Mais la crise du XIVe siècle va entraîner sa dépopulation. Il n'y a plus d'habitants en 1400.
Au moment de la dédition de Nice à la Savoie, en 1388, le village choisit de rester fidèle au comte de Provence.
La seigneurie appartenait à la famille de Grasse-Bar, branche de Briançon à partir de la fin du XVe siècle.
Un nouveau village non fortifié à l'habitat dispersé est recréé plus bas, à la fin du XVIe siècle. La chapelle Notre-Dame lui sert de paroisse.

## Politique et administration
| Période                                  | Période  | Identité         | Étiquette | Qualité                                                   |
| ---------------------------------------- | -------- | ---------------- | --------- | --------------------------------------------------------- |
| Les données manquantes sont à compléter. |          |                  |           |                                                           |
| 1945                                     |          | Michel Toussin   |           |                                                           |
| 1953                                     |          | Armande Doudon   |           |                                                           |
| 1953                                     |          | Maurice Michel   |           |                                                           |
| 1971                                     |          | Daniel Ollivier  |           |                                                           |
| 1977                                     |          | Raymonde Chanier |           |                                                           |
| mars 2001                                | 2005     | Gabriel Anglade  | DVD       |                                                           |
| mars 2005                                | 2015     | Yvon Michel      | UMP-LR    | Fonctionnaire                                             |
| 2015                                     | En cours | Jean Louis Conil |           | Employé civil et agent de service de la fonction publique |

### Budget et fiscalité 2023

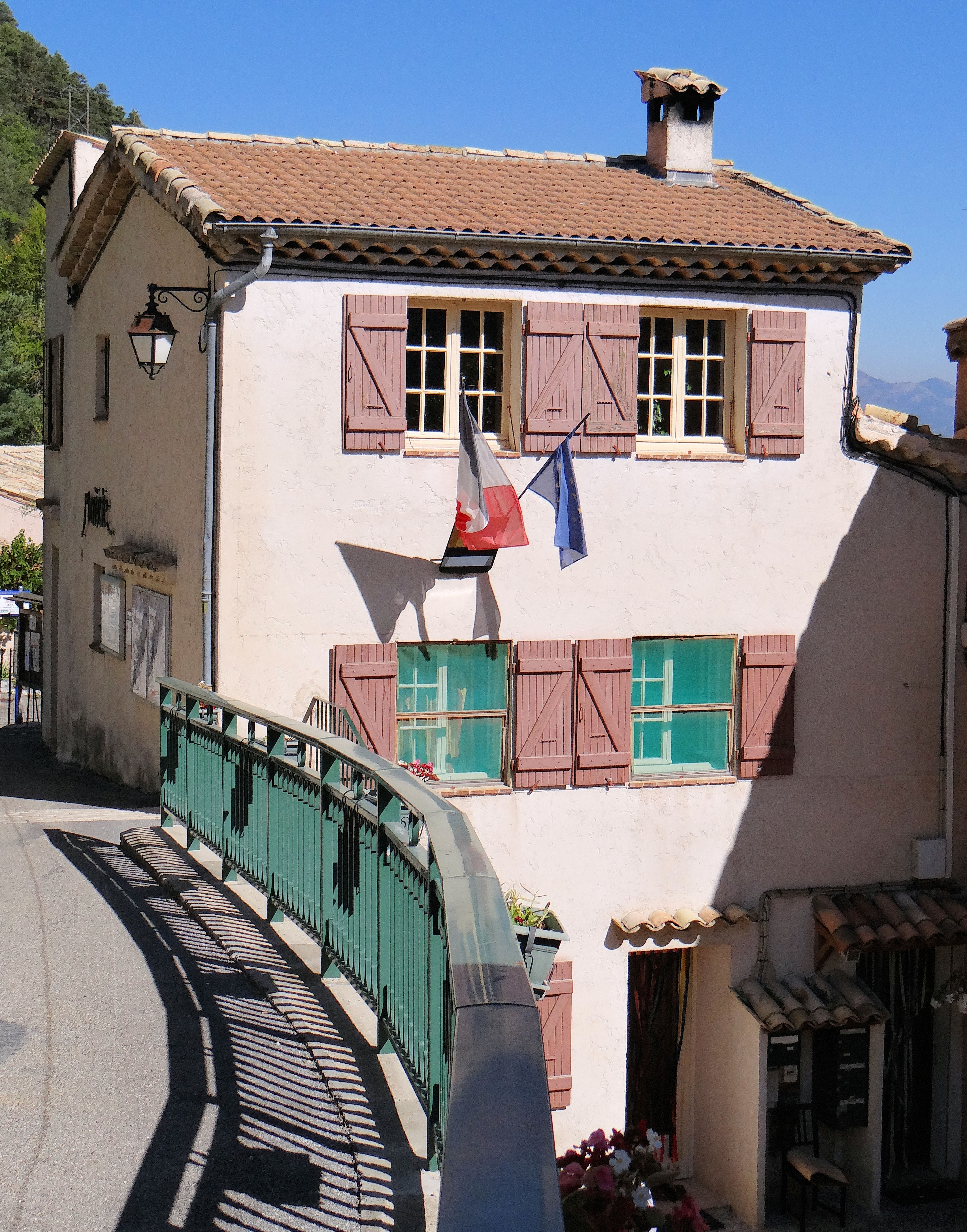
La mairie.

En 2023, le budget de la commune était constitué ainsi :
- total des produits de fonctionnement : 176 000 €, soit 3 378 € par habitant ;
- total des charges de fonctionnement : 149 000 €, soit 2 856 € par habitant ;
- total des ressources d'investissement : 6 000 €, soit 125 € par habitant ;
- total des emplois d'investissement : 78 000 €, soit 1 495 € par habitant ;
- endettement : 63 000 €, soit 1 204 € par habitant.

Avec les taux de fiscalité suivants :
- taxe d'habitation : 6,85 % ;
- taxe foncière sur les propriétés bâties : 20,95 % ;
- taxe foncière sur les propriétés non bâties : 27,13 % ;
- taxe additionnelle à la taxe foncière sur les propriétés non bâties : 0,00 % ;
- cotisation foncière des entreprises : 0,00 %.

Chiffres clés Revenus et pauvreté des ménages en 2021 : médiane en 2021 du revenu disponible, par unité de consommation.

## Population et société

### Démographie

#### Évolution démographique
L'évolution du nombre d'habitants est connue à travers les recensements de la population effectués dans la commune depuis 1793. Pour les communes de moins de 10 000 habitants, une enquête de recensement portant sur toute la population est réalisée tous les cinq ans, les populations de référence des années intermédiaires étant quant à elles estimées par interpolation ou extrapolation. Pour la commune, le premier recensement exhaustif entrant dans le cadre du nouveau dispositif a été réalisé en 2004.

En 2022, la commune comptait 49 habitants, en évolution de −32,88 % par rapport à 2016 (Alpes-Maritimes : +2,85 %, France hors Mayotte : +2,11 %).
| 1793 | 1800 | 1806 | 1821 | 1831 | 1836 | 1841 | 1846 | 1851 |
| ---- | ---- | ---- | ---- | ---- | ---- | ---- | ---- | ---- |
| 121  | 132  | 122  | 130  | 146  | 156  | 150  | 156  | 161  |

| 1856 | 1861 | 1866 | 1872 | 1876 | 1881 | 1886 | 1891 | 1896 |
| ---- | ---- | ---- | ---- | ---- | ---- | ---- | ---- | ---- |
| 157  | 146  | 146  | 135  | 134  | 110  | 103  | 104  | 84   |

| 1901 | 1906 | 1911 | 1921 | 1926 | 1931 | 1936 | 1946 | 1954 |
| ---- | ---- | ---- | ---- | ---- | ---- | ---- | ---- | ---- |
| 92   | 96   | 49   | 62   | 64   | 61   | 62   | 33   | 25   |

| 1962 | 1968 | 1975 | 1982 | 1990 | 1999 | 2004 | 2006 | 2009 |
| ---- | ---- | ---- | ---- | ---- | ---- | ---- | ---- | ---- |
| 29   | 39   | 40   | 72   | 50   | 41   | 26   | 26   | 53   |

| 2014 | 2019 | 2022 | - | - | - | - | - | - |
| ---- | ---- | ---- | - | - | - | - | - | - |
| 75   | 54   | 49   | - | - | - | - | - | - |

### Enseignement
Établissements d'enseignement :
- Écoles maternelles à Puget-Theniers, Saint-Auban, Andon,
- Écoles primaires à Briançonnet, Puget-Théniers, Saint-Auban,
- Collèges à Puget-Théniers.
- Lycées à Grasse.

### Santé
Professionnels et établissements de santé :
- Médecins à Entrevaux, Puget-Théniers, Annot,
- Pharmacies à Entrevaux, Annot,
- Hôpitaux à Puget-Théniers, Castellane.

### Cultes
- Culte catholique, Paroisse Sainte-Marie-des-Sources, église Sainte-Anne[41], Diocèse de Nice.

## Économie

### Entreprises et commerces

#### Agriculture
- Activités agricoles[42].
- Élevage d'ovins et de caprins.

#### Tourisme
- Gîte d´étape "L´Estelle", sur le sentier de randonnée GR4[43].

#### Commerces
- Commerces et services de proximité et dans les villages environnants[44].

## Lieux et monuments
- Dans le quartier Maupoil, chapelle du XVIe s. dédiée à Saint-Jeannet, avec une belle grille en bois[45].
- Église paroissiale Sainte-Anne du XVIIe entre Amirat et les Agôts[46].
- Bastide « Le château » au hameau des Agôts, qui a appartenu à la famille Saint Ferréol, des seigneurs du lieu[47].
- Borne milliaire de Notre dame[48],[49].
- 6 oratoires.
- 3 lavoirs.
- Monument aux morts, conflits commémorés 1914-1918 et 1939-1945[50],[51],[52].

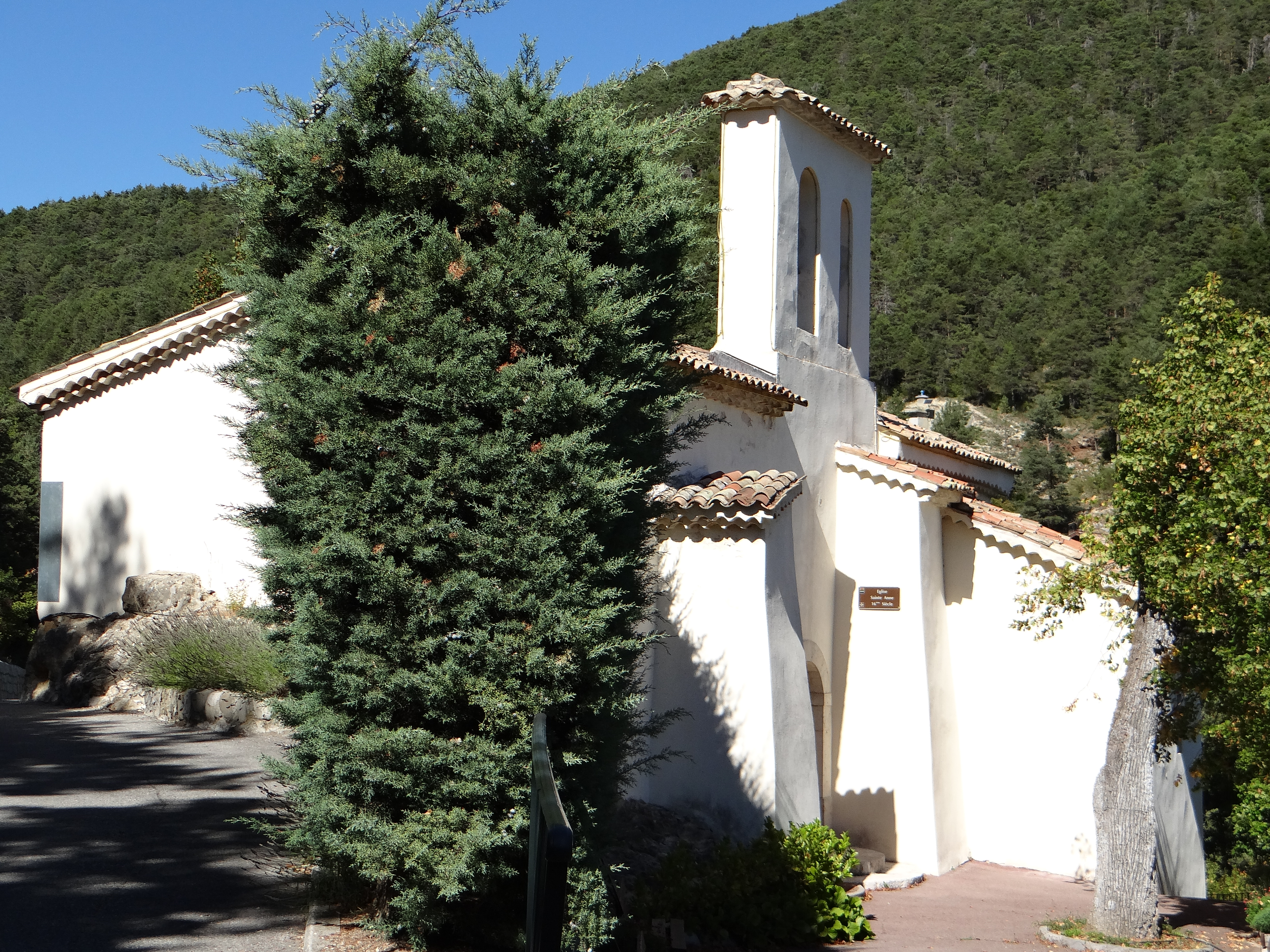
Église Sainte-Anne.
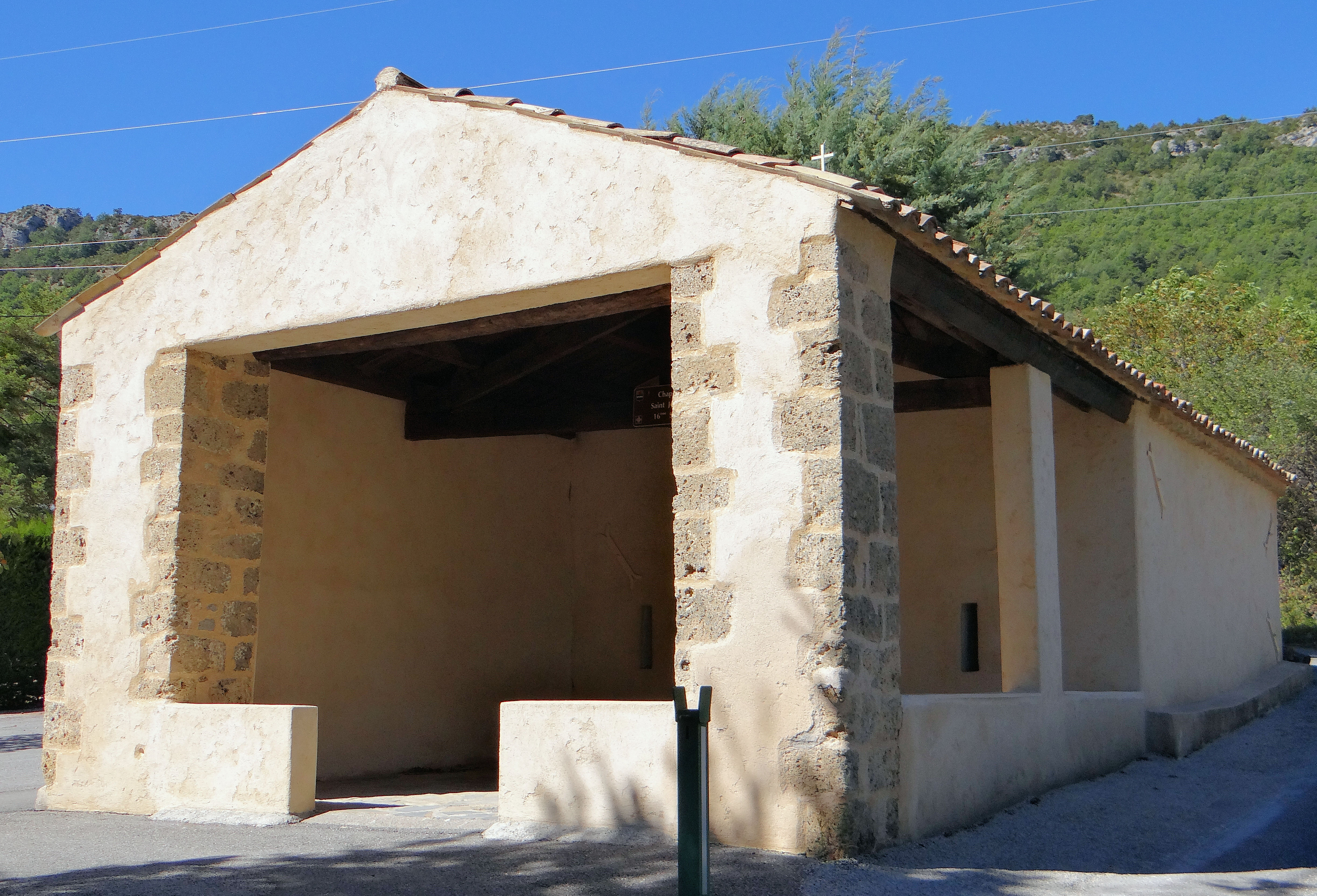
Chapelle Saint-Jeannet.

## Personnalités liées à la commune
- Famille Saint Ferréol, seigneurs d’Emirat[53].

## Héraldique
| Blason de Amirat | Blason  | D'or à un écureuil de gueules, coupé de sable à une fasce d'argent. |
| Blason de Amirat | Détails | Le statut officiel du blason reste à déterminer.                    |